# 笠取インターチェンジ
笠取インターチェンジ（かさとりインターチェンジ）は、京都府宇治市二尾にある京滋バイパス（国道1号）のインターチェンジである。

## 概要
笠取ICは、二尾トンネルと宇治トンネルの間にある久御山方面のハーフICである。

## 道路
- E88 京滋バイパス（3番）

## 料金所
- ブース数：4

### 入口
- ブース数：2　
  - ETC専用：1　
  - ETC・一般：1

### 出口
- ブース数：2　
  - ETC専用：1　
  - ETC・一般：1

## 周辺
- 西笠取川

## 隣
E88 京滋バイパス
(2) 南郷IC - (3) 笠取IC - (4) 宇治東IC